# Доменный воздухонагреватель

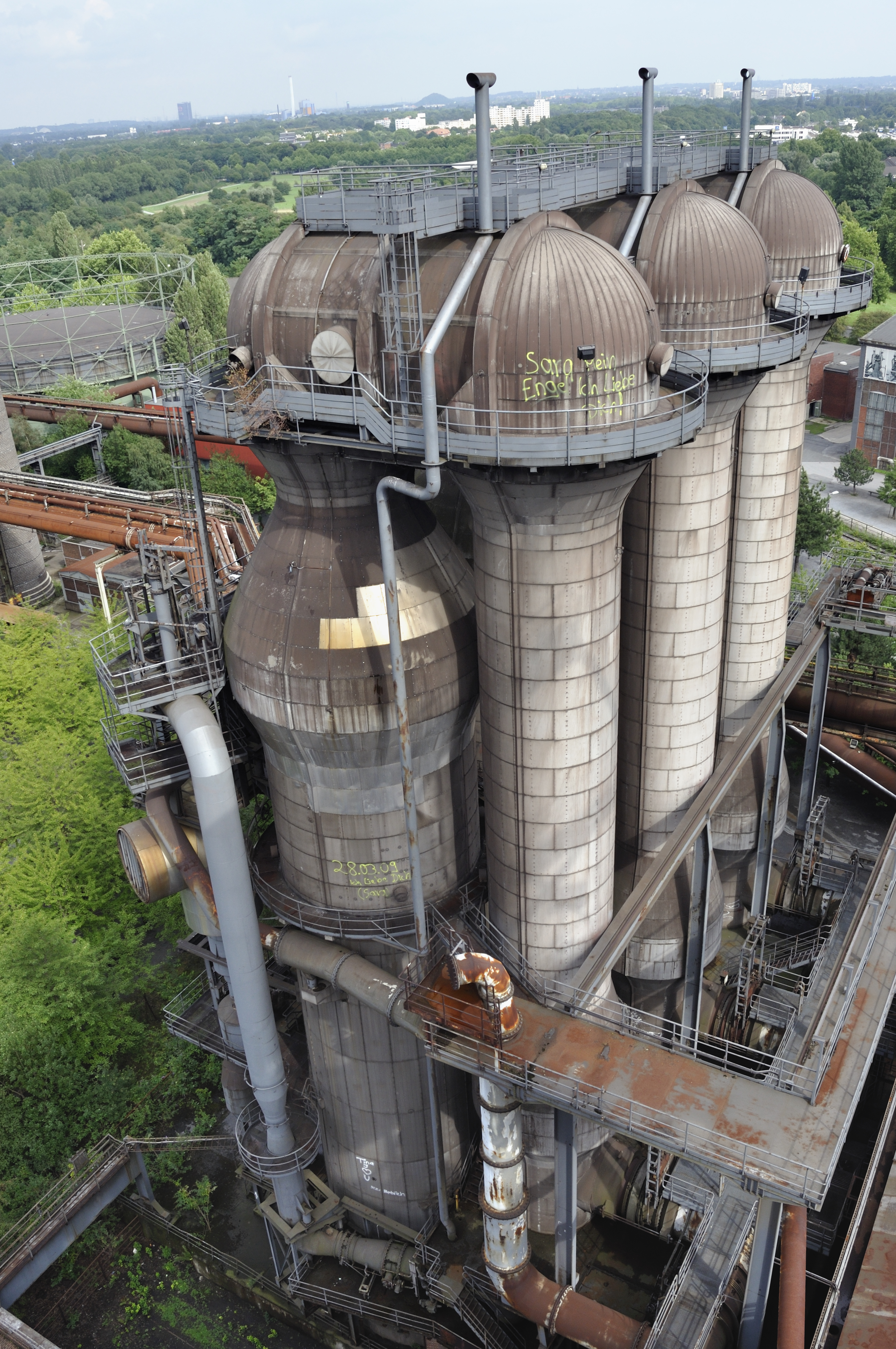
Воздухонагреватели с наружной камерой горения. Бывший металлургический завод в городе Дуйсбург, Германия. Ныне — Ландшафтный парк «Дуйсбург-Норд»

До́менный воздухонагрева́тель (варианты названия: воздухонагреватель, регенератор, каупер) — аппарат для нагрева воздуха (холодного дутья, поступающего из воздуходувной машины) перед подачей его в доменную печь. Введение воздухонагревателей стало самым эффективным способом экономии топлива (кокса) за всю историю доменного производства. 

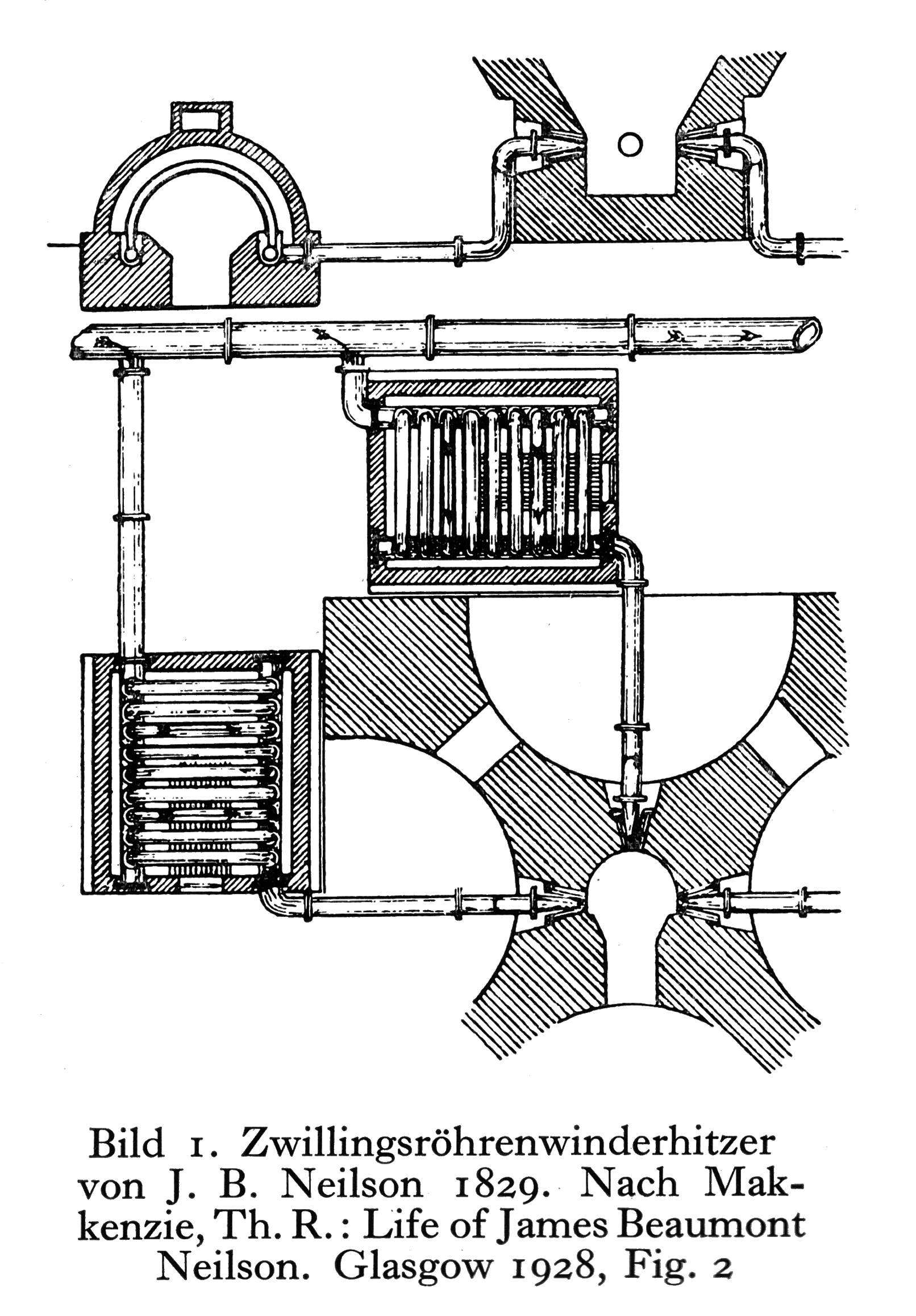
Воздухонагреватель Дж. Б. Нилсона

## История и современность
Доменное производство существует примерно с XIV века, но идея о вдувании в доменную печь нагретого дутья, а не холодного, имевшего на протяжении веков температуру атмосферного воздуха, возникла лишь в начале XIX в. 11 сентября 1828 г. Джеймс Бомон Нилсон первым получил патент на использование горячего дутья (британский патент №5701) и в 1829 г. осуществил нагрев дутья на заводе Клайд в Шотландии. Его устройство, состоявшее из V-образных чугунных труб, проходивших через топку, позволяло нагревать воздух до температуры 150°С. Использование в доменной печи нагретого только до 150°С дутья вместо холодного привело к снижению удельного расхода каменного угля, применяемого в доменной плавке, на 36 %. Впоследствии применение более нагретого дутья (350—400°С) на коксовых доменных печах позволило уменьшить относительный расход кокса на 25-35 %.
Благодаря своей высокой эффективности нагрев дутья очень скоро получил широкое распространение. В настоящее время дутье нагревают до 1100—1200°С и выше. За всю историю существования доменного производства ни одно мероприятие не дало такого снижения удельного расхода топлива, как использование нагретого дутья.
В первые десятилетия применения нагрева дутья существовало несколько типов воздухонагревателей (ВН) и их разновидностей, которые чаще всего являлись рекуператорами. Сегодня в доменном производстве в России и во многих других странах используются только воздухонагреватели регенеративного типа, работающие на доменном газе или на его смеси с другими горючими газами — природным или коксовым (то есть на смешанном газе — не следует путать с другим видом смешанного газа). Первые такие воздухонагреватели были изобретены в 1857 г. (британский патент №1404) английским инженером Эдуардом Каупером. Многочисленные разновидности воздухонагревателей регенеративного типа многие специалисты и сейчас для удобства называют «кауперами».
Для непрерывного снабжения доменной печи дутьем необходимо минимум два воздухонагревателя. Обычно в комплексе печи сооружают блок из трех-четырех ВН, которые поочередно нагревают дутье.

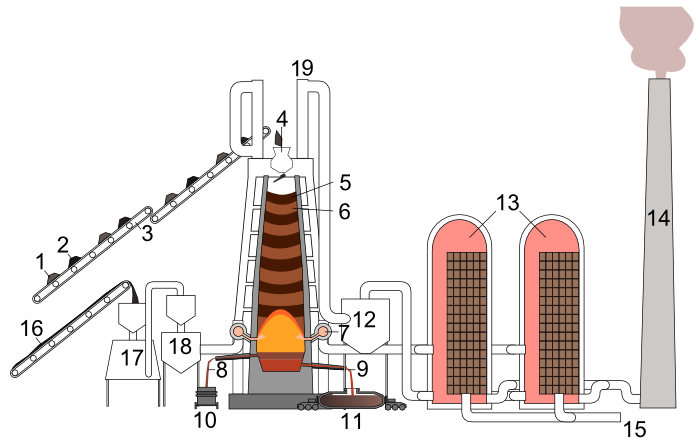
Схема доменного производства,
под номером 13 обозначены кауперы

## Описание конструкции
Каупер — вертикально расположенный куполообразный цилиндр высотой до 50 м и диаметром 9-10 м.
Снаружи воздухонагреватель заключён в стальной кожух, который изнутри футерован теплоизоляционным и огнеупорным кирпичом для предотвращения местного перегрева, образования трещин и деформаций кожуха, а также для уменьшения тепловых потерь в атмосферу. Внутреннее пространство разделено вертикальной стенкой, которая не доходит до верху, на две части — камеру горения и огнеупорную насадку. Вверху расположено подкупольное пространство, которое соединяет две части воздухонагревателя.
Кауперы используются в доменном производстве со значительными конструктивными изменениями до сих пор.

## Принцип работы
В камеру горения подаётся доменный газ и воздух для сгорания газа. Смесь сгорает, продукты горения поднимаются вверх по камере горения, огибают купольную часть воздухонагревателя и дальше под действием тяги дымовой трубы, проходят через насадку в направлении вниз. Дальше газы попадают в поднасадочное пространство, борова и дымовую трубу, через которую выбрасываются в атмосферу. Проходя через насадку, продукты горения нагревают её. В насадке накапливается большое количество тепла.
Воздухонагреватели работают циклично. Для каждой печи используется 3-4 воздухонагревателя. Пока одни воздухонагреватели нагреваются, другие подают воздух в доменную печь. После того, как каупер остывает, на дутьё ставят другой, а остывший снова ставят на нагрев.
Существует четыре режима дутья: последовательный, параллельный, попарно-параллельный и смешанный. Наиболее распространённым режимом работы воздухонагревателей является последовательный, когда воздухонагреватели работают поочерёдно, один за другим становясь на дутьё.

## Типы воздухонагревателей

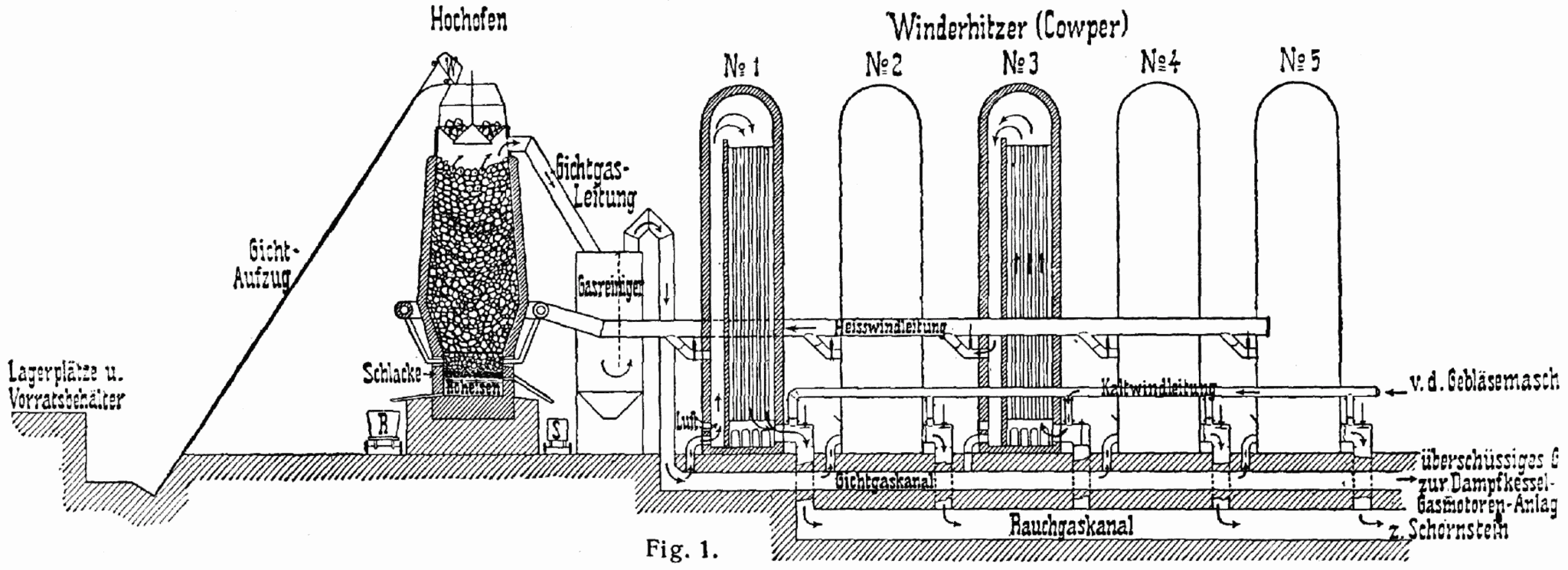
Блок воздухонагревателей регенеративного типа, расположенных в ряд

- Воздухонагреватели с внутренней камерой горения
- Воздухонагреватели с наружной камерой горения
- Бесшахтные воздухонагреватели (основной тип — высокотемпературный воздухонагреватель Калугина)